# Alfred Compeyrat
Alfred Compeyrat, né Alfred Albert Compérat le 28 janvier 1890, et mort le 27 septembre 1951, est un footballeur français évoluant au poste de défenseur.

## Carrière
Alfred Compeyrat, tourneur sur métaux, évolue au football à la Jeanne d'Arc de Levallois de 1908 à 1910 puis rejoint le Club Athlétique du Rosaire. 
En 1909, il connaît sa première sélection en équipe de France de football. Il affronte sous le maillot bleu lors d'un match amical la Belgique le 9 mai 1909. Les Belges s'imposent sur le score de cinq buts à deux. 
Sa seconde sélection intervient le 23 mars 1911 toujours en amical, contre l'équipe d'Angleterre de football amateur, les Anglais l'emportant trois buts à zéro. Compeyrat est appelé pour la troisième et dernière fois pour le match amical du 30 avril 1911 face à la Belgique qui remporte le match sur le score de sept buts à un.